# Maesopsis berchemioides
Maesopsis berchemioides là một loài thực vật có hoa trong họ Táo. Loài này được (Pierre) A. Chev. mô tả khoa học đầu tiên năm 1917.